# Peixotoa reticulata
Peixotoa reticulata är en tvåhjärtbladig växtart som beskrevs av August Heinrich Rudolf Grisebach. Peixotoa reticulata ingår i släktet Peixotoa och familjen Malpighiaceae. Inga underarter finns listade i Catalogue of Life.